# Zolessia cuprea
Zolessia cuprea är en fjärilsart som beskrevs av William James Kaye 1901. Zolessia cuprea ingår i släktet Zolessia och familjen silkesspinnare. Inga underarter finns listade i Catalogue of Life.